# S.O.S. Benistal
S.O.S. Benistal is het 152ste stripverhaal van Jommeke. De reeks wordt getekend door striptekenaar Jef Nys.

## Verhaal
Jommeke krijgt een compact cassette toegestuurd van professor Gobelijn die hem vraagt om een kist, die in zijn garage staat, naar Benistal (Afrika) te brengen. Jommeke haalt Filiberke die op dat moment doodzieke mens aan het spelen is en halsstarrig in die rol blijft. Dan huurt Jommeke een stokoude vrachtwagen en gaan ze aan Gobelijns huis de kist ophalen. Filiberkes vader Prospeer zal met hen naar Afrika rijden. Vlak voor het vertrek lezen ze in de krant dat Gobelijn in Afrika werd ontvoerd en zo snel mogelijk gaan ze op weg. Als ze dagen later in Gibraltar (Spanje) aankomen, worden ze opgewacht door twee mannen die van hun baas de kist moeten stelen. Als Jommeke en Prospeer voorraden gaan kopen, gaan ze er met de vrachtwagen vandoor met Filiberke er nog in. Ze rijden naar een gammele boot die hen naar Marokko zal voeren. Flip komt de boot op het spoor en Jommeke gaat erachteraan. In een klein dorp vindt Flip de vrachtwagen en zegt Filiberke ermee naar de kust te rijden. Vandaar trekt Jommeke verder naar Benistal. Als ze stoppen bij een oase worden ze echter overmeesterd door de 2 boeven. Die gaan er weer vandoor met de vrachtwagen maar Flip maakt een gat in een van de banden. Terwijl de boeven die vervangen, maakt Jommeke zich weer meester van het voertuig. De dieven vertellen onder dwang waar ze de kist moesten afleveren. Dat is net buiten het dorpje Arstadarap en daar vinden ze ook professor Gobelijn terug. Als diens ontvoerder terugkomt, ontmaskeren ze hem. Het blijkt Gobelijns medewerker te zijn waarmee Gobelijn in de woestijn naar water aan het boren was. Die wilde graag alle eer voor zichzelf opstrijken. Ten slotte trekken ze naar het boorplatform waar Gobelijn de kist opent. Er zit een speciale atoombom in waarmee een dikke rotslaag in de grond kan worden gesmolten. Er spuit nu water uit de toren en enkele jaren later is het gebied veranderd van een woestijn in een oase.

## Achtergronden bij het verhaal
- De vader van Filiberke, Prospeer, speelt in dit album een belangrijke bijrol als chauffeur van de vrachtwagen waarmee Jommeke naar Afrika reist.